# UGMK Jekatěrinburg
UGMK Jekatěrinburg je ruský ženský basketbalový klub z Jekatěrinburgu. Založen byl roku 1938. Zkratka „UGMK“ značí majitele klubu – ruskou těžební společnost „Уральская горно-металлургическая компания“ (Uralská hornicko-metalurgická společnost).

## Sovětská éra
Klub vznikl v roce 1938 jako ženské basketbalové družstvo v podniku „Уральский завод тяжёлого машиностроения“ (Uralský závod těžkého strojírenství). Tým nesl název „Zenit“. V roce 1958 se „Zenit“ spojil s dalším klubem při zmíněném podniku „Avantgard“, spojené družstvo přijalo název „Trud“. Od roku 1960 až do roku 2000 nesl tým název „Uralmaš“.
Nejvyšší sovětskou basketbalovou soutěž okusil tým poprvé v roce 1964. Největším úspěchem týmu byla dvě třetí místa z let 1973 a 1974.

## Ruská éra

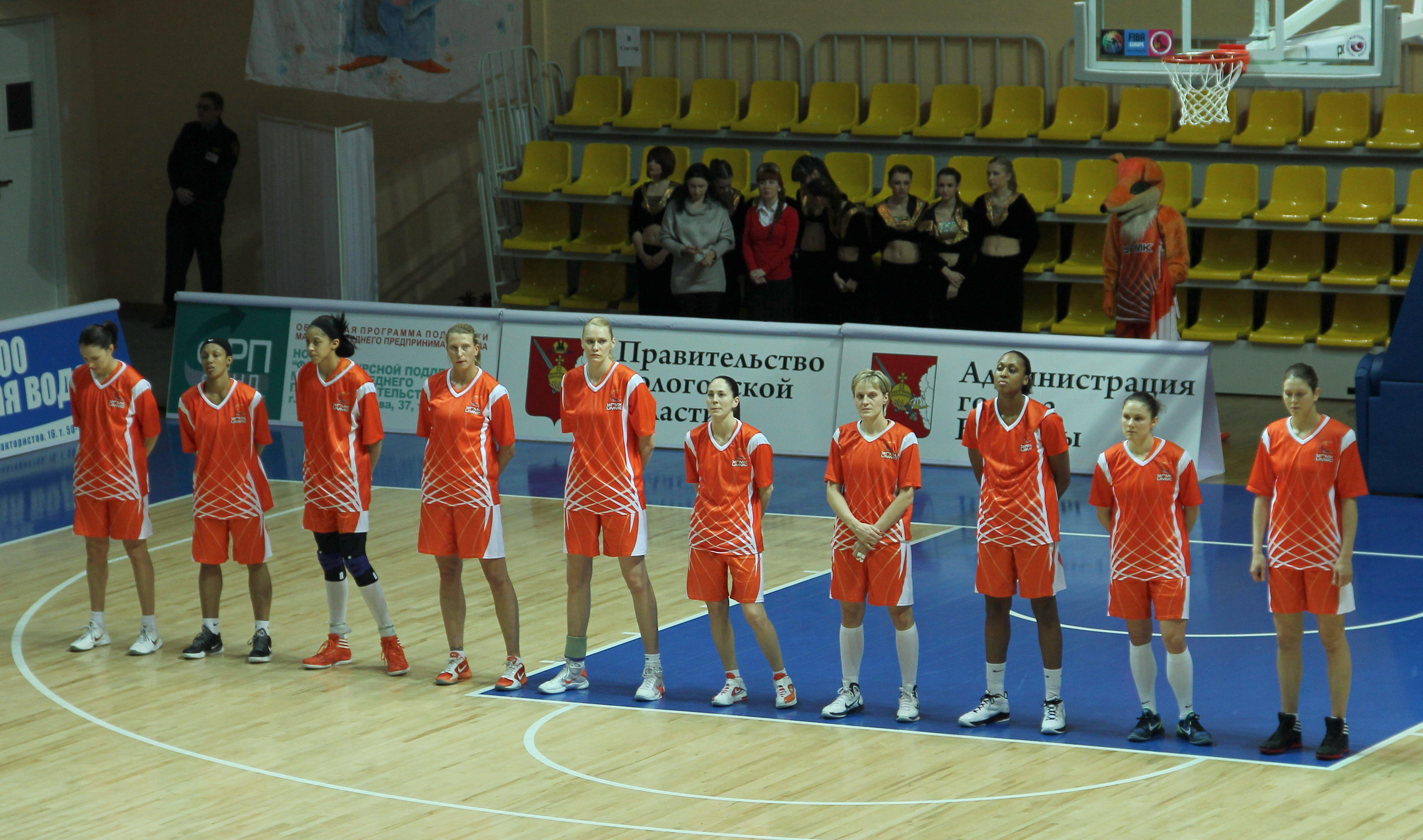
Tým v roce 2012

V roce 2000 přešel klub do vlastnictví společnosti „Уральская горно-металлургическая компания“ (UGMK, Uralská hornicko-metalurgická společnost). Klub se přejmenoval nejprve na „Uralmaš–UGMK“, od roku 2001 pak nese dnešní název „UGMK“.
S příchodem silného vlastníka nastal rozkvět klubu. Hráčky UGMK od roku 2000 devětkrát triumfovaly v ruské lize, sedmkrát vyhrály ruský pohár, dvakrát vyhrály Euroligu (2002/03, 2012/13) a jednou Superpohár (2013).